# Saint-Michel-sous-Bois
Saint-Michel-sous-Bois é uma comuna francesa na região administrativa de Altos da França, no departamento de Pas-de-Calais. Estende-se por uma área de 5,66 km². Em 2010 a comuna tinha 125 habitantes (densidade: 22,1 hab./km²).